# بالتييسك
بالتييسك (بالروسية: Балтийск) هي إحدى مدن روسيا في الكيان الفدرالي الروسي كالينينغراد أوبلاست.

## المناخ
يظهر الجدول التالي التغييرات المناخية على مدار السنة لبالتييسك:
| البيانات المناخية لـبالتييسك      | البيانات المناخية لـبالتييسك | البيانات المناخية لـبالتييسك | البيانات المناخية لـبالتييسك | البيانات المناخية لـبالتييسك | البيانات المناخية لـبالتييسك | البيانات المناخية لـبالتييسك | البيانات المناخية لـبالتييسك | البيانات المناخية لـبالتييسك | البيانات المناخية لـبالتييسك | البيانات المناخية لـبالتييسك | البيانات المناخية لـبالتييسك | البيانات المناخية لـبالتييسك | البيانات المناخية لـبالتييسك |
| الشهر                             | يناير                        | فبراير                       | مارس                         | أبريل                        | مايو                         | يونيو                        | يوليو                        | أغسطس                        | سبتمبر                       | أكتوبر                       | نوفمبر                       | ديسمبر                       | المعدل السنوي                |
| --------------------------------- | ---------------------------- | ---------------------------- | ---------------------------- | ---------------------------- | ---------------------------- | ---------------------------- | ---------------------------- | ---------------------------- | ---------------------------- | ---------------------------- | ---------------------------- | ---------------------------- | ---------------------------- |
| الدرجة القصوى °م (°ف)             | 14.5 (58.1)                  | 17.1 (62.8)                  | 14.9 (58.8)                  | 25.0 (77.0)                  | 27.1 (80.8)                  | 29.4 (84.9)                  | 31.7 (89.1)                  | 31.3 (88.3)                  | 26.7 (80.1)                  | 22.6 (72.7)                  | 17.1 (62.8)                  | 17.0 (62.6)                  | 31.7 (89.1)                  |
| متوسط درجة الحرارة الكبرى °م (°ف) | 2.5 (36.5)                   | 2.5 (36.5)                   | 4.6 (40.3)                   | 9.7 (49.5)                   | 14.9 (58.8)                  | 17.8 (64.0)                  | 20.6 (69.1)                  | 21.0 (69.8)                  | 16.8 (62.2)                  | 12.4 (54.3)                  | 6.4 (43.5)                   | 3.5 (38.3)                   | 11.1 (52.0)                  |
| المتوسط اليومي °م (°ف)            | 0.3 (32.5)                   | 0.4 (32.7)                   | 2.5 (36.5)                   | 7.0 (44.6)                   | 11.7 (53.1)                  | 15.0 (59.0)                  | 17.9 (64.2)                  | 18.4 (65.1)                  | 14.4 (57.9)                  | 10.1 (50.2)                  | 4.6 (40.3)                   | 1.4 (34.5)                   | 8.7 (47.7)                   |
| متوسط درجة الحرارة الصغرى °م (°ف) | −1.8 (28.8)                  | −1.6 (29.1)                  | 0.3 (32.5)                   | 4.0 (39.2)                   | 8.2 (46.8)                   | 11.8 (53.2)                  | 14.8 (58.6)                  | 15.6 (60.1)                  | 12.1 (53.8)                  | 8.1 (46.6)                   | 2.9 (37.2)                   | −0.4 (31.3)                  | 6.2 (43.2)                   |
| أدنى درجة حرارة °م (°ف)           | −20.8 (−5.4)                 | −17.6 (0.3)                  | −12.9 (8.8)                  | −4.0 (24.8)                  | −0.2 (31.6)                  | 1.4 (34.5)                   | 7.8 (46.0)                   | 8.1 (46.6)                   | 4.3 (39.7)                   | −1.4 (29.5)                  | −8.8 (16.2)                  | −14.8 (5.4)                  | −20.8 (−5.4)                 |
| الهطول مم (إنش)                   | 65 (2.6)                     | 54 (2.1)                     | 50 (2.0)                     | 41 (1.6)                     | 53 (2.1)                     | 71 (2.8)                     | 78 (3.1)                     | 69 (2.7)                     | 73 (2.9)                     | 62 (2.4)                     | 66 (2.6)                     | 73 (2.9)                     | 752 (29.6)                   |
| المصدر: Kaliningrad-meteo.ru      |                              |                              |                              |                              |                              |                              |                              |                              |                              |                              |                              |                              |                              |

## توأمة
لبالتييسك اتفاقيات توأمة مع كل من:
- غدينيا
- البلنغ
- نيسا
- Karlskrona Municipality [الإنجليزية]‏

## أعلام
- مانفريد سكافر
- كارل هينكه
- كارل ثوم
- دينيس فالمبوت
- كارل هينريتش بارث